# Maja Storck
Maja Storck (* 8. Oktober 1998 in Münchenstein) ist eine Schweizer Volleyballspielerin. Die Diagonalangreiferin gehört seit 2016 zur Nationalmannschaft.

## Karriere
Storck entdeckte beim Fernsehen ihr Interesse am Beachvolleyball. Sie begann ihre Karriere als Volleyballerin im Alter von neun Jahren beim VBC Münchenstein. 2012 ging die Diagonalangreiferin, deren Mutter aus Polen stammt, zu Sm’Aesch Pfeffingen, wo sie zunächst in der Nachwuchsakademie ausgebildet wurde. 2014 rückte sie in die erste Mannschaft auf, die in der Nationalliga A spielt. Im Challenge Cup 2015/16 hatte Storck ihren ersten Einsatz im Europapokal. Mit Pfeffingen wurde sie in dieser Saison Schweizer Vizemeisterin. Im April 2016 wurde sie als Youngster of the Year ausgezeichnet. Danach wurde die vorherige Jugendnationalspielerin zum Volleyball Masters in Montreux erstmals in die A-Nationalmannschaft berufen. In der Saison 2016/17 erreichte Storck mit Pfeffingen das nationale Pokalfinale und wurde erneut Vizemeisterin. Außerdem gewann sie die Schweizer Meisterschaft der U23. Mit der Nationalmannschaft nahm sie an der Sommer-Universiade 2017 in Taipeh teil. 2018 wurde sie zum dritten Mal in Folge Vizemeisterin mit Pfeffingen.
Anschliessend wechselte sie zum deutschen Bundesligisten Ladies in Black Aachen. Mit dem Verein erreichte sie im DVV-Pokal 2018/19 und in den Bundesliga-Playoffs jeweils das Halbfinale. Ausserdem spielte sie im Challenge Cup. In der Saison 2019/20 kam sie mit Aachen jeweils ins Viertelfinale des DVV-Pokals und des europäischen Challenge Cups. Als die Bundesliga-Saison kurz vor den Playoffs abgebrochen wurde, standen die Ladies in Black auf dem siebten Tabellenplatz. Im März 2020 wurde sie mit dem Volley1-Award als Best Swiss Player of the Year ausgezeichnet. In der Saison 2020/21 spielte Storck für den Ligakonkurrenten Dresdner SC. Im Februar 2021 erhielt sie erneut den Volley1-Award als Best Swiss Player of the Year. Nach dem Ende der Saison 2021/22 verließ sie Dresden und wechselte zum italienischen Erstligisten Chieri.